# Курткёй
Курткёй — район Стамбула. Виапорт, торговый центр Atlantis и международный аэропорт имени Сабихи Гекчен расположены в Курткёй. Курткёй развивается с каждым днём, предлагая новые проекты.

## История

### Османская империя
В 1328 году Курткёй был завоёван османами. Греки и турки жили в селе по-братски.

### Недавнее прошлое
Ранее Курткёй находился в муниципалитете Пендик района Картал. В 1987 году муниципалитет Пендик стал отдельным районом от Картала, а Курткёй присоединился к Пендику. Сегодня Курткёй — один из самых посещаемых районов арабскими и славянскими туристами.